# Ericydnus longicornis
Ericydnus longicornis är en stekelart som först beskrevs av Johan Wilhelm Dalman 1820.  Ericydnus longicornis ingår i släktet Ericydnus och familjen sköldlussteklar. Arten är reproducerande i Sverige. Inga underarter finns listade i Catalogue of Life.